# Phrynomantis affinis
Phrynomantis affinis ist eine Amphibienart aus der Familie der Engmaulfrösche (Microhylidae).

## Merkmale
Die Art erreicht eine Länge von 50 Millimetern. Die Körperoberseite ist schwarz mit karminroten Flecken, die Unterseite schmutzig weiß mit brauner Netzzeichnung. Die Körperform ist sehr gedrungen und die Gliedmaßen sind sehr kurz. Der Vorderkopf ist abgestutzt und überragt kaum die Mundspalte. Der Interorbitalraum ist mehr als doppelt so breit wie ein oberes Augenlid. Das Trommelfell ist mäßig deutlich erkennbar und so groß wie das Auge. Hinter jeder Choane befindet sich eine quere, elliptische Anschwellung der Mundhöhlenschleimhaut. Finger und Zehen sind kurz und dick und an den Spitzen kaum verbreitert. Der Subarticularhöcker ist nur wenig vorspringend. Der mediale Metatarsalhöcker ist sehr unscharf. Bei nach vorne angelegtem Hinterbein reicht die Spitze der vierten Zehe kaum bis zum Vorderrand des Auges. Die Haut ist glatt und glänzend. Je eine Drüsenwulst findet sich in der Steißbeinregion und auf der Oberseite eines jeden Unterschenkels.

## Vorkommen
Phrynomantis affinis kommt vom nordöstlichen Namibia und östlichen Angola bis in den Westen von Sambia und den Süden der ehemaligen kongolesischen Provinz Katanga vor. Im Nationalpark Upemba ist die Art nicht anzutreffen. Möglicherweise reicht das Verbreitungsgebiet auch bis in den Nordosten von Botswana und den Westen von Simbabwe.

## Systematik
Die Art wurde 1901 von Boulenger erstbeschrieben.

## Gefährdung
Phrynomantis affinis wird von der IUCN als ungefährdet („least concern“) eingestuft.